# Palazzo Bonacossi
Palazzo Bonacossi è un edificio storico situato a Ferrara in via Cisterna del Follo n. 5.

## Storia e descrizione
È stato edificato nel 1469 sotto Borso d'Este per l'esiliato fiorentino Diotisalvi Neroni.
Originariamente era costituito da un unico piano e da una torre che sovrastava l'edificio.
Successivamente il palazzo passa a Sigismondo Cantelmo per poi ritornare agli Este quando, nel 1533, Gurone d'Este vi volle realizzare un cortile interno, attribuito a Girolamo da Carpi, mentre nel 1527 Francesco d'Este riuscì a rendere il palazzo come nodo di comunicazione fra l'adiacente palazzina di Marfisa d'Este e  palazzo Schifanoia. Dopo la morte di Marfisa l'eredità del palazzo passa nel 1609 alla figlia Vittoria Cybo e ai suoi eredi, che nel 1643 lo cedono al conte Borso Bonacossi, la cui famiglia lo governerà per due secoli e mezzo. In questi anni la facciata e le stanze adiacenti alla torre furono notevolmente modificate e in un recente restauro sono stati scoperti, sotto i soffitti decorati in stile barocco di quattro stanze, antichi lignei soffitti a cassettoni cinquecenteschi decorati con semplici motivi geometrici a tempera.
Dopo anni di possedimento da parte della famiglia Bonacossi senza che ne abbia apportato significativi cambiamenti, il palazzo rischiava di perdere i propri splendori artistici fino a quando, nel 1911, il palazzo venne acquistato dal Comune di Ferrara il quale diede avvio ad un lungo restauro e ad un progetto di riqualificazione del palazzo per inserirlo nel circuito museale della città. Gli uffici e la direzione dei musei di arte antica vi si sono trasferiti nel 2000. Inoltre l'edificio ospita mostre temporanee ed eventi culturali.
Il palazzo ha ospitato la collezione del cardinale Giovanni Maria Riminaldi al quale si deve la creazione della prima raccolta Museale pubblica della città. La collezione è ora esposta nel percorso museale di palazzo Schifanoia.